# UFC Fight Night: Overeem vs. Arlovski
UFC Fight Night: Overeem vs. Arlovski (også kendt som UFC Fight Night 87) var et MMA-stævne, produceret af Ultimate Fighting Championship, der blev afholdt den 8. maj 2016 i Ahoy Rotterdam i Rotterdam i Holland.

## Baggrund
Stævnet var det første som organisationen afholdte i Holland.
Hovedkampen var mellem den tidligere 2010, K-1 World Grand Prix-mester og tidligere Strikeforce-mester Alistair Overeem og tidligere UFC-sværvægtsmester Andrei Arlovski.
Tyske Peter Sobotta skulle have mødt Dominic Waters ved stævnet. Men, Sobotta meldte afbud i slutten af marts og blev erstattet af Leon Edwards.
Nick Hein skulle have mødt Jon Tuck på programmet, men meldte afbud blot 6 dage før stævnet på grund af en skade. Han blev erstattet 2 dage senere af nykommeren Josh Emmett.
Danske Anna Elmose havde sin UFC-debut i dette stævne og var den første kvindelige dansker, der har bokset i ligaen. Hun mødte hollandske Germaine de Randamie, der var ubesejret i kickboxing som hun tabte til på teknisk knockout (knæ) efter 3 minutter og 46 sekunder i 1. omgang. De Randamie fik Performance of the Night-prisen for sin indsats.
Gunnar Nelson besejrede Albert Tumenov på Submission (neck crank) efter 3 minutter og 15 sekunder i 2. omgang.

## Bonus awards
De følgende kæmpere blev belønnet med $50,000 bonuser:
- Fight of the Night: None awarded
- Performance of the Night: Alistair Overeem, Stefan Struve, Gunnar Nelson og Germaine de Randamie

## International tv-transmittering
| Land    | Tv-kanal         |
| ------- | ---------------- |
| Denmark | Viaplay Fighting |
| Norway  | Viaplay Fighting |
| Sweden  | Viaplay Fighting |